# Evangelische Kirche, Kirchlengern
Evangelische Kirche tillhör den evangelisk lutherska församlingen i Kirchlengern i Kreis Herford.

## Kyrkobyggnaden
Ursprungliga kyrkan på platsen uppfördes år 1525. Vid slutet av 1800-talet hade kyrkan blivit för liten. Gamla kyrkan revs år 1919, men kyrktornet bevarades och byggdes på höjden. Nya kyrkan färdigställdes år 1922. I ursprungliga kyrkan hade varje samhällsklass sina egna ingångar och egna sittplatser. I nya kyrkan avskaffades dessa regler och var och en kunde välja sin egen sittplats. Åren 1963-1964 genomfördes en större renovering, då de 14 takkuporna och de fem runda altarfönstren togs bort.
I kyrkorummet finns några kyrkstolar från den gamla kyrkan bevarade.

## Bildgalleri

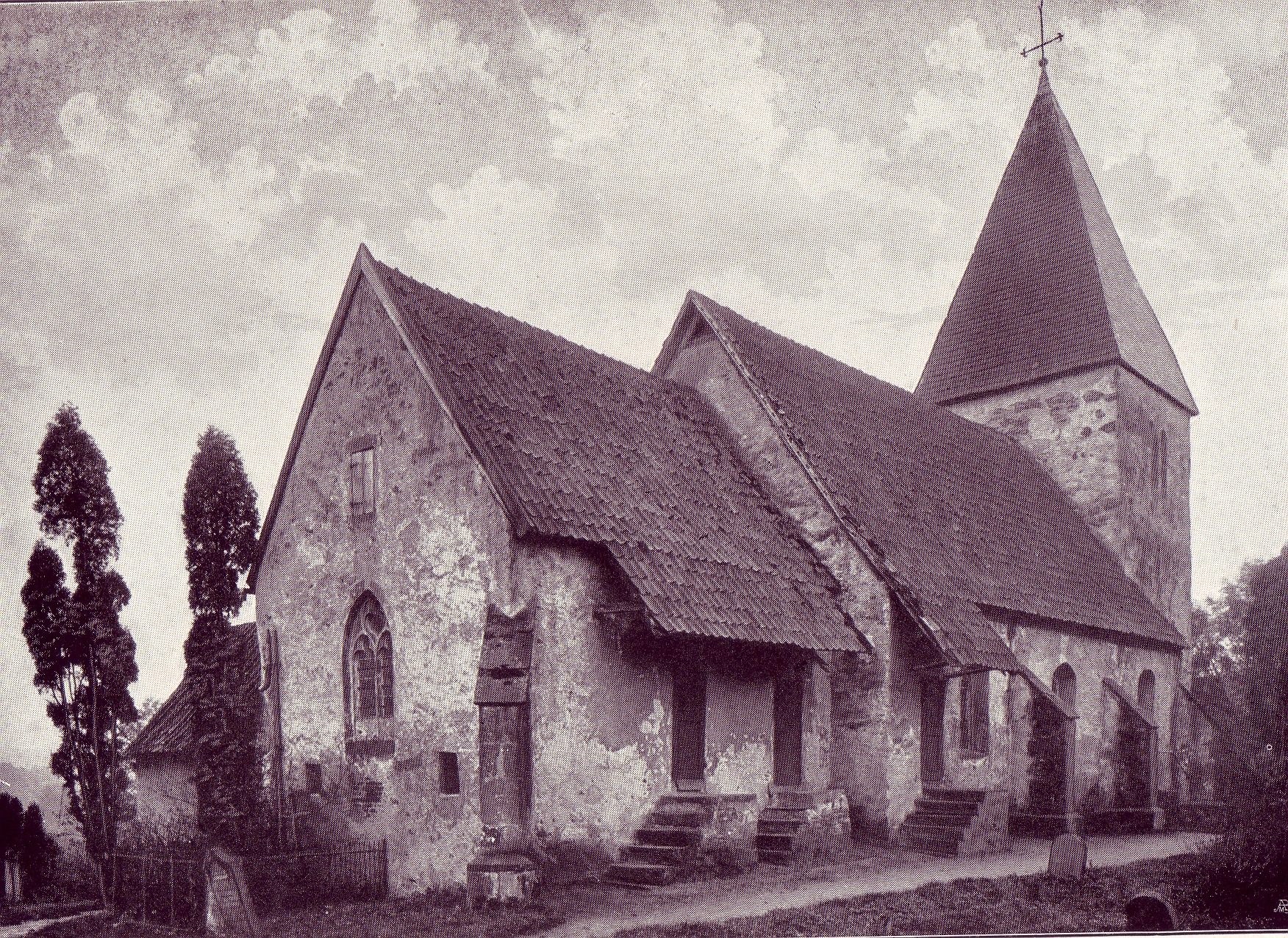
Gamla kyrkan år 1900
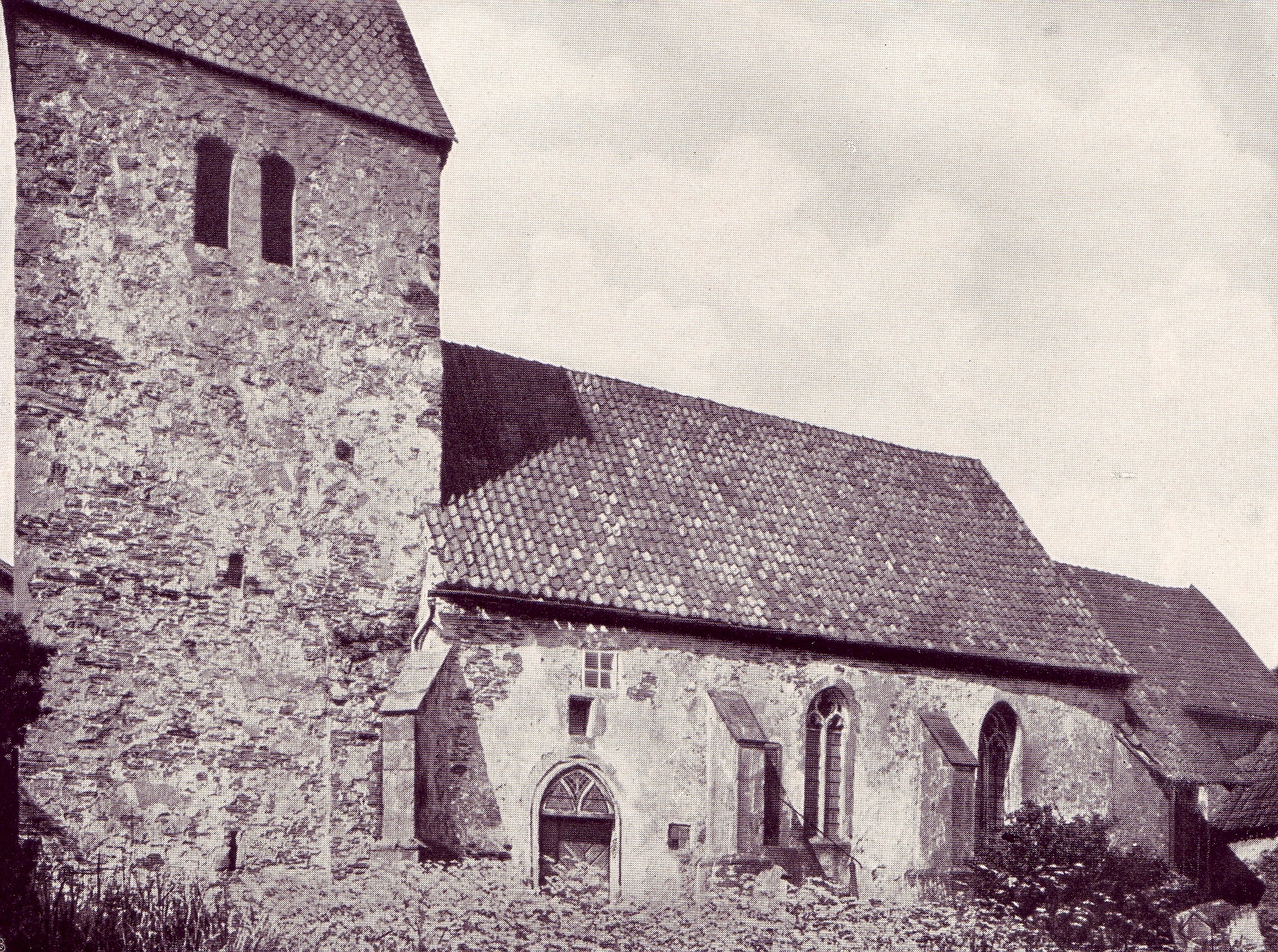
Gamla kyrkan år 1900
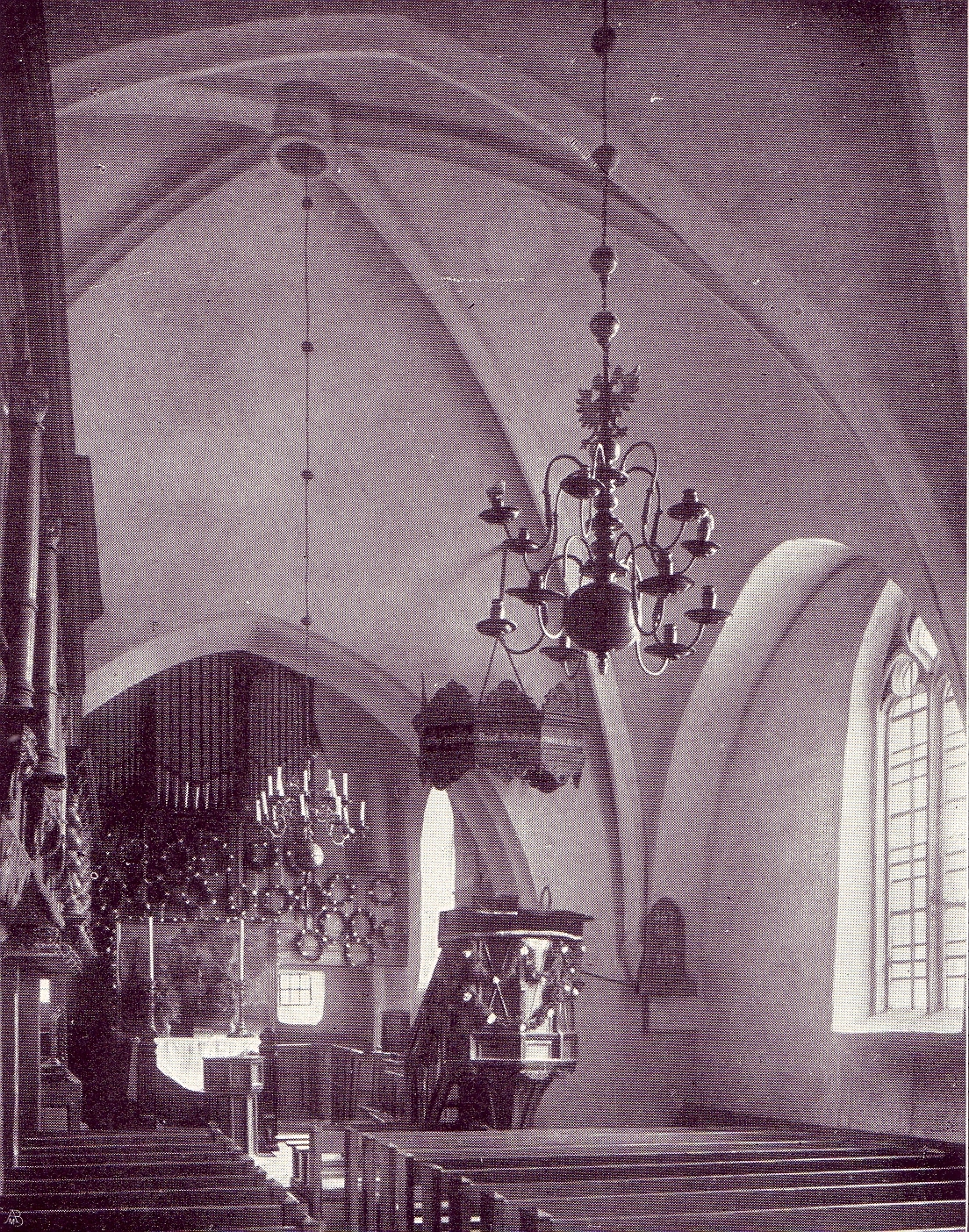
Gamla kyrkans kyrkorum år 1900
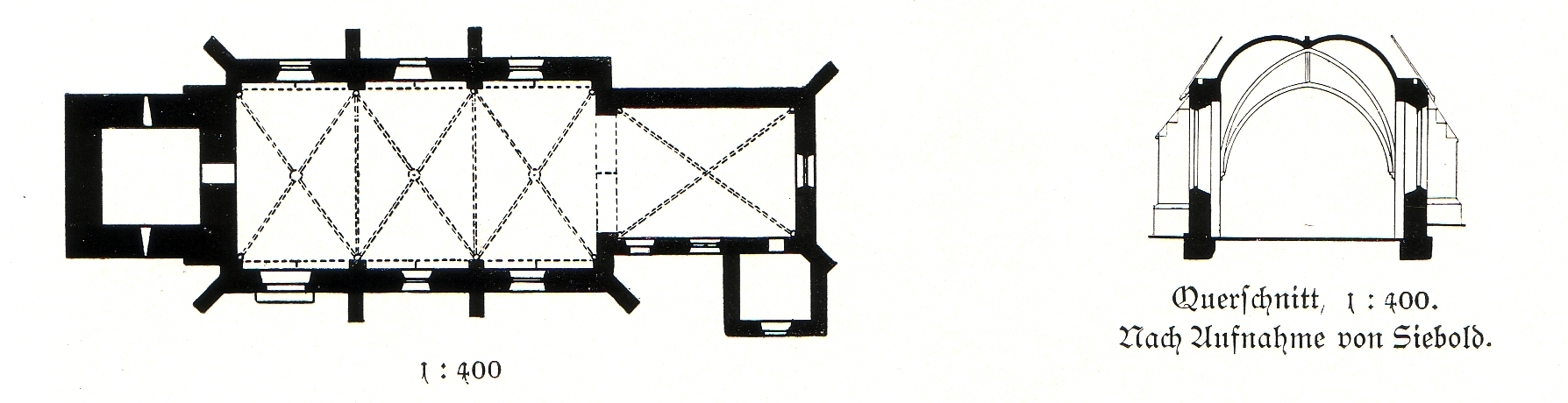
Gamla kyrkans planform år 1908
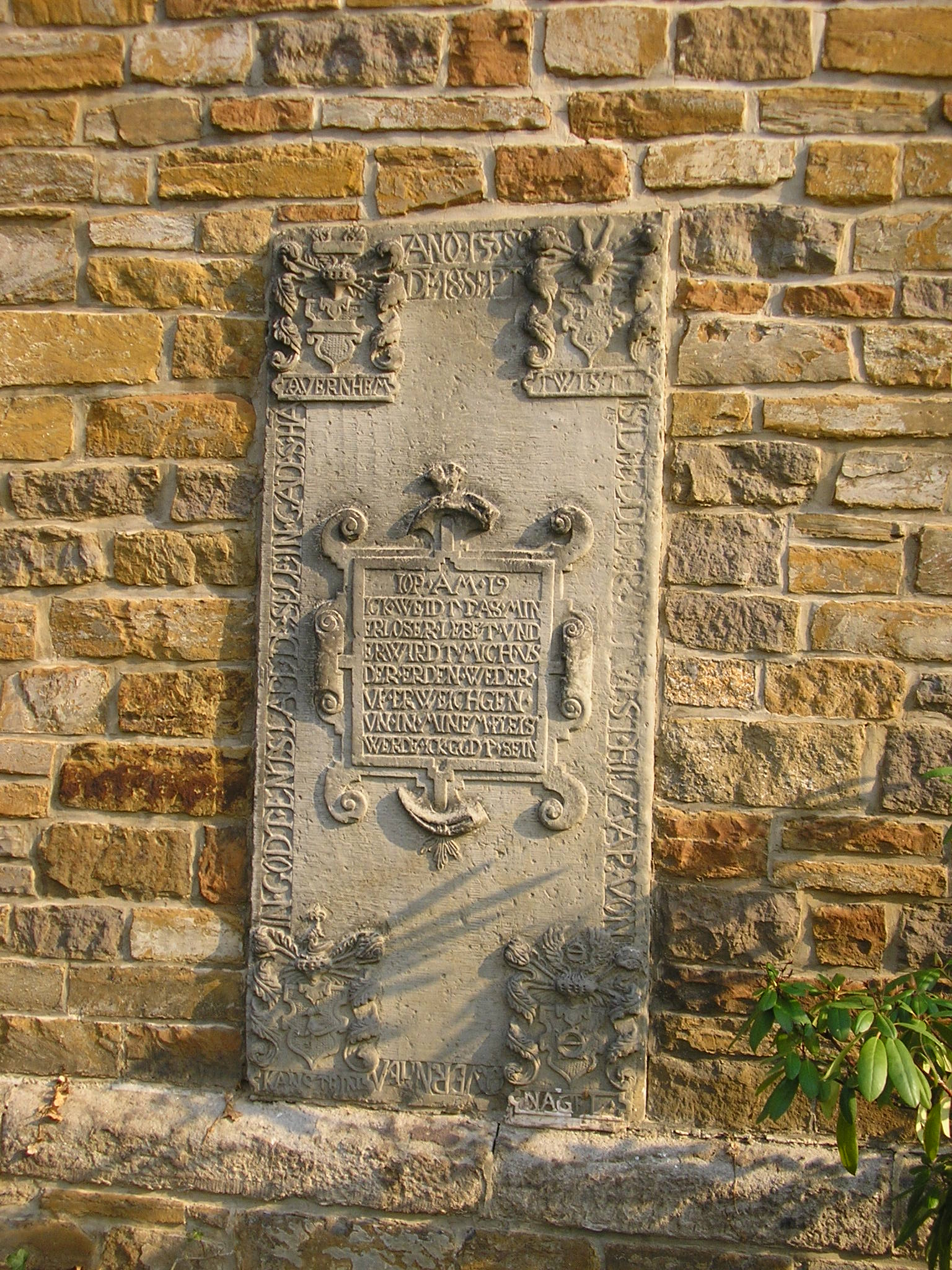
Epitafium vid nuvarande kyrkas södra vägg
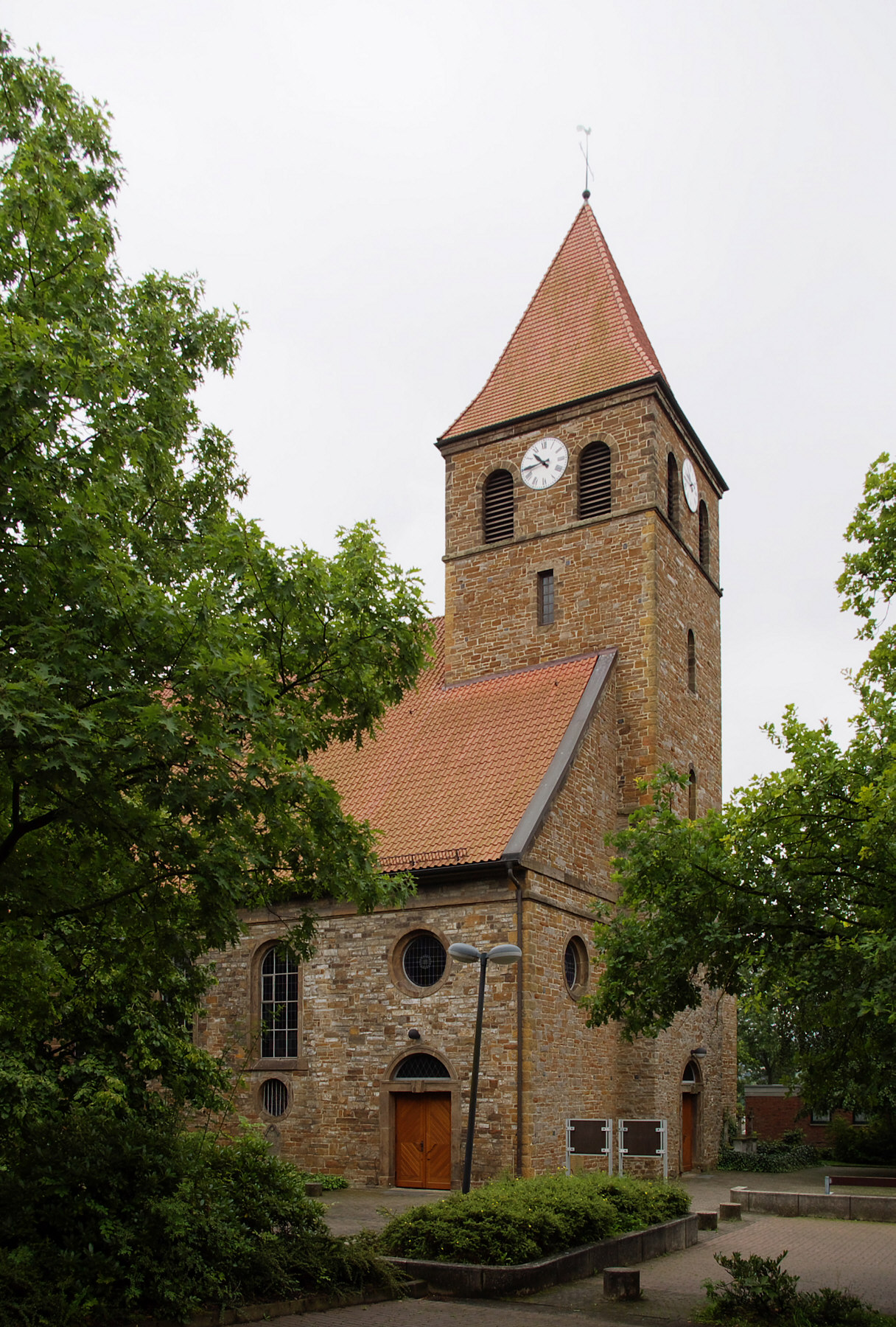
Nuvarande kyrkas torn och ingång